# Bhandari-Miliz
Die Bhandari-Miliz war die erste paramilitärische Polizeieinheit der Bombay Presidency in der Frühzeit der Herrschaft der British East India Company. Sie bestand, nicht immer unter diesem Namen, von 1672 bis 1800. Sie wurde aufgelöst als mit der Bombay City Police eine zivile Einheit gegründet wurde.

## Frühgeschichte
Eine erste Truppe wurde von Gerald Aungier kurz nachdem Charles II. die Insel Bombay, die er als Mitgift erhalten hatte, 1668 an die ostindische Kompanie abgetreten hatte, aufgestellt. Dies zu einer Zeit als die britischen Aktivitäten noch hauptsächlich von Handelsinteressen geprägt waren und ihre Ansprüche noch durch die Moguln, Marathen, portugiesische und holländische Händler gefährdet waren. Es bestand Dienstpflicht für Männer, man konnte sich jedoch freikaufen. Zunächst sollte die örtliche Garnison durch die 5–600 Mann unterstützt werden, die polizeilichen Aufgaben kamen aber bald hinzu. Die drei Kompanien, die sich mindestens einmal monatlich zum Training trafen, bestanden größtenteils aus portugiesisch-indischen Mischlingen (black christians) und Bhandaris (zeitgenössisch: bandareens), Angehörigen einer örtlichen landbesitzenden hinduistischen Kaste. Die vom Londoner Court of Directors unter Josia Child angeordnete Auflösung 1682 erfolgte nicht, als der Aufstand des Shivaji ausbrach. Die Truppe unterstützte 1683 die unblutige Meuterei von Captain Robert Keigwin, der die Kompanie für ein Jahr aus Bombay vertrieb.

## 1694–1770
Die schlechte nächtliche Sicherheitslage auf der Insel erforderte regelmäßige Patrouillen, für die zunächst 20 Mann abgestellt wurden. Zu dieser Zeit war das Gerichtswesen noch in der Entwicklung. Zwar war ein Angestellter der Kompanie Chief Justice, er hatte aber ebenso wenig wie der President (als oberster Richter) juristisches Fachwissen. Sämtliche 13 Mitglieder seines Councils waren zugleich Friedensrichter. Der Sheriff und niedere Gerichtsbeamte, die sogenannten Vereadores gewannen nach 1726 immer weitergehende Befugnisse. 1769–1771 kam es zu einer Gerichts- und Polizeireform.

## 1771–1800
Unter Brig.-Gen. David Wedderburn wurde die Bhandari-Miliz in ein Bataillon mit 48 Offizieren und 400 Mann umorganisiert. Jeweils ein Viertel der Truppe war, auf drei Posten verteilt, nächtens im Einsatz. Dazu kamen noch 20 von den Vereadores ausgewählte Portugiesen der besitzenden Klassen. Für Ansässigen wurde der Passzwang eingeführt. Die Milizionäre erhielten Fangprämien für entlaufene (Neger-)Sklaven, betrunkene Seeleute usw.
Ab 1776 begann man die Streifengänge von Sepoys durchführen zu lassen. Da sich jedoch die Sicherheitslage außerhalb der Stadtmauer nicht verbesserte, wurde James Tod am 17. Februar 1779 auf den neugeschaffenen Posten des Lieutenant of Police berufen. Im Laufe des folgenden Jahres entwarf er die ersten Polizeiverordnungen nach dem Vorbild der 1778 für Kalkutta erlassenen, die am 17. April 1780 in Kraft traten. Tods Stellung wurde im selben Monat in Deputy of Police mit einem Jahresgehalt von 3000 Rs. und weitreichenden Befugnissen als Gerichtsherr, geändert. Ihm zur Seite standen zunächst 24 Gendarmen. Tod, dessen Amtsführung vielfach kritisiert worden war, wurde 1790 wegen Korruption verurteilt und entlassen. Die Miliz bestand nun aus einem Sekretär, 4 Unteroffizieren (havildar) und 86 Sepoys, für die zusammen monatlich 318 Rs. aufgewendet wurden.
Nach englischem Vorbild wurde 1793 eine Commission of Peace mit zusätzlichen Friedensrichtern eingerichtet. Die Justiz wurde durch den Cornwallis Code reformiert. Der Posten des Polizeichefs, mit beschnittenen Kompetenzen, wurde in Superintendent of Police umbenannt. Der erste Amtsinhaber bis 1808 wurde Simon Halliday. Die außerhalb der Stadtmauern liegenden Gebiete wurden 1800 in 14 Bezirke unterteilt, deren Stationen (chauki) von je zwei Gendarmen kommandiert wurden und denen zusammen 130 Hilfspolizisten untergeordnet waren. Dies wurde die Grundlage der Bombay City Police, die Miliz wurde aufgelöst.